# 布拉德福德 (伊利諾伊州)
布拉德福德（英語：Bradford）是位於美國伊利諾伊州斯塔克縣的一個村落。

## 地理
布拉德福德的座標為41°10′37″N 89°39′34″W / 41.17694°N 89.65944°W，而該地最高點為海拔高度246米（即807英尺）。

## 人口
根據2010年美國人口普查的數據，布拉德福德的面積為1.03平方千米，當中陸地面積為1.03平方千米，而水域面積為0.00平方千米。當地共有人口768人，而人口密度為每平方千米745人。